# 马定夫烈士故居
马定夫烈士故居，位于中华人民共和国山西省晋中市榆社县箕城镇东汇村，已列为山西省文物保护单位。

## 保护
2021年8月4日，马定夫烈士故居由山西省人民政府公布为第六批山西省文物保护单位，编号6-291。